# Селянин, Дмитрий Владимирович
Дмитрий Владимирович Селянин (3 ноября 1973, Челябинск — март 2015) — советский и белорусский хоккеист, нападающий.

## Биография
Воспитанник челябинского «Трактора», тренеры Валерий Рякин, Виктор Соколов, Анатолий Шустов. Выступал за команды «Мечел» Челябинск (1991/92 — 1992/93), «Трактор» (5 матчей в плей-офф-1991/92), «Неман» Гродно (1992/93 — 1997/98), «Сталь» Аша (1998/99 — 1999/2000, 2000/01 — 2001/02), «Трактор» (2000/01), СКиК (Трёхгорный, 2003/04).
Чемпион (1998), серебряный (1993, 1994), бронзовый (1995, 1996, 1997) призёр чемпионата Беларуси.
Скончался в марте 2015 года.